# Ligyra dentata
Ligyra dentata är en tvåvingeart som först beskrevs av Roberts 1928.  Ligyra dentata ingår i släktet Ligyra och familjen svävflugor. Inga underarter finns listade i Catalogue of Life.